# Aeroportul Tumut
Aeroportul Tumut (IATA: TUM, ICAO: YTMU) este un aeroport din Noul Wales de Sud, Australia.
Situat la o altitudine de 256 m, aeroportul dispune de o singură pistă. Este operat de Snowy Valleys Council⁠(d).